# Башар, Юнус
Юнус Эмре Башар (род. 5 ноября 1995, Сакарья) — турецкий борец греко-римского стиля, призёр чемпионата мира 2022 года и призёр чемпионатов Европы.

## Биография
Юнус Башар воспитывался в семье борцов. Его брат Абдулсамет Башар выиграл чемпионат Европы в 2016 году. Его дядя Зафер Башар был вторым среди юниоров на чемпионате мира в 2000 году. Хакки Башар, также его родственник, завоевал серебряную медаль на Олимпийских играх 1992 года в Барселоне.
Юнус Эмре Башар завоевал свою первую серьёзную награду - золотую медаль в весовой категории до 77 кг в греко-римском стиле на Средиземноморских играх 2018 года.
В 2021 году на чемпионате Европы в Варшаве, Юнус стал вторым. В финале встретился с венгром Тамашом Лёринцом и уступил за явным преимуществом.
В 2022 году турецкий атлет завоевал серебряную медаль на чемпионате Европы в Будапеште, в финале уступил армянину Малхасу Амояну. На чемпионате мира в Белграде стал третьим призёром.